# それが声優! (曲)
『それが声優!』（それがせいゆう）は、イヤホンズの2枚目のシングル。2015年7月22日に、EVIL LINE RECORDSより発売された。

## 概要
前作からおよそ1ヶ月後に発売された。今作より、イヤホンズは本格的に音楽活動を開始させた。
表題曲は、イヤホンズのメンバー達が主演を務めるテレビアニメ『それが声優!』のオープニングテーマであり、カップリング曲の「あなたのお耳にプラグイン!」は、同アニメのエンディングテーマである。
シングルCDは、【イヤホンズ盤】と【それが声優! 盤】の2種形態に分かれており、【イヤホンズ盤】には表題曲のミュージック・ビデオが収録されたDVDが付属されており、【それが声優! 盤】はCDのみであるが、ボーナストラックとして、新曲「背中のWING」が収録されている。なお、この曲はニコニコ生放送配信のイヤホンズ密着ドキュメント『それがイヤホンズ!』のテーマソングとなっている。また、iTunes、Google play、mora、レコチョクなどでの各ダウンロードストアでは、【それが声優! 盤】が配信されている。
姉貴分にあたる声優ユニット・Aice5の結成10周年記念シングル「Be with you」には、「あなたのお耳にプラグイン!」をAice5バージョンにリアレンジした「あなたのお口にAice5クリーム!」が収録されている。
2020年7月22日発売の3rdアルバム『Theory of evolution』にて「背中のWING」のアレンジバージョンである「背中のWING!!!」が収録されるとともに、【初回限定 進化の過程盤】のみ同梱の『進化の過程CD』には原曲が収録される。
2021年3月、表題曲「それが声優!」の『リメイク版』を制作することを発表。同年9月22日発売のコンセプトEP『identity』に「それが声優! 2021」というタイトルで収録される。

## 収録内容

### CD

#### 【イヤホンズ盤】
1. それが声優! (4:25)
  - 作詞：あさのますみ／作曲：佐々倉有吾／編曲：横山克
2. あなたのお耳にプラグイン! (4:56)
  - 作詞・作曲・編曲：エンドウ.（GEEKS）
3. それが声優!（off vocal ver.）
4. あなたのお耳にプラグイン!（off vocal ver.）

#### 【それが声優! 盤】
1. それが声優! (4:25)
2. あなたのお耳にプラグイン! (4:56)
3. 背中のWING (4:54)
  - 作詞：渡邊亜希子／作曲・編曲：ツキダタダシ
4. それが声優!（off vocal ver.）
5. あなたのお耳にプラグイン!（off vocal ver.）
6. 背中のWING（off vocal ver.）

### 【イヤホンズ盤】付属DVD
- それが声優! [MUSIC VIDEO]
- それが声優! [MUSIC VIDEO] メイキング映像

## 収録アルバム
- MIRACLE MYSTERY TOUR（#1）
- 6/18 イヤホンズ一周年記念LIVE東京声優朝焼物語セットリスト（#1,2,【それが声優!盤】#3）
- EVIL A LIVE（#1）
- Theory of evolution（【それが声優!盤】#3のアレンジバージョン[2]）